# بن بوون
بن بوون (انگلیسی: Ben Bowen؛ زادهٔ ۵ ژوئن ۱۹۷۶) موسیقی‌دان، ترانه‌سرا، نوازنده گیتار و ترومپت اهل کانادا است. وی از سال ۲۰۰۱ میلادی تاکنون مشغول فعالیت بوده‌است.